# Yelyzaveta Hilyazetdinova
Yelyzaveta Hilyazetdinova (sinh ngày 15 tháng 8 năm 1994) là một cầu thủ bóng ném người Ukraina thi đấu cho SC Galytchanka Lviv và đội tuyển quốc gia Ukraina.